# 王家坪汉阙

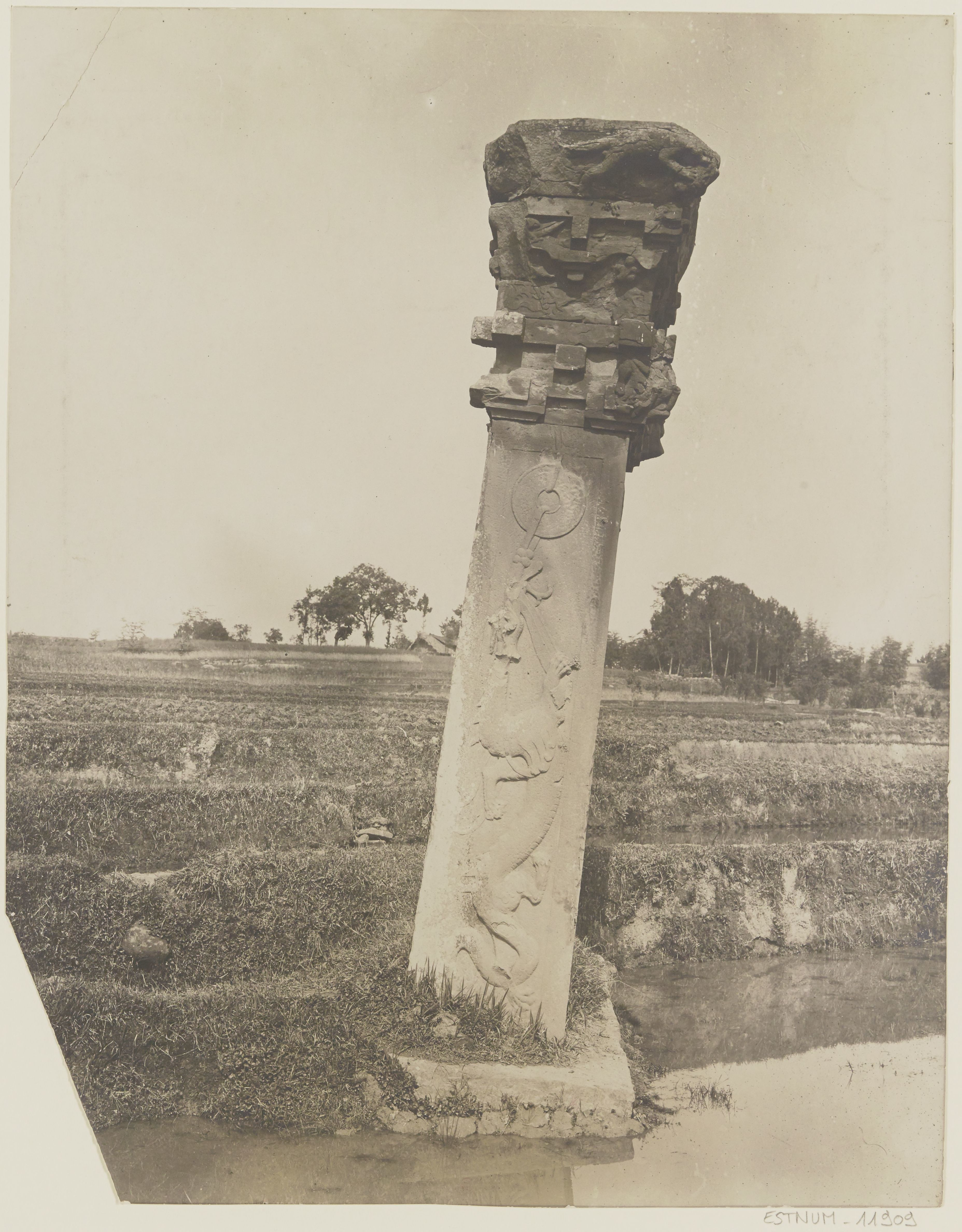

王家坪汉阙位於四川省达州市渠县土溪镇平碾村。現僅存東闕的闕身，子闞和西闕早年失去。由四層石塊砌成，高4.20米。闕身正面上端浮雕朱雀。下端浮雕饕餮，西側雕青龍，東側雕白虎等。均與趙家坪兩闕相似，應為西晉時所建。
1956年8月16日公佈為四川省第一批歷史及革命文物保護單位。1980年7月7日重新公佈為四川省第一批文物保護單位。2001年6月25日列為第五批全國重點文物保護單位，與馮煥闕、沈府君闕合併，并称渠縣漢闕。